# X-Men 2
X-Men 2 je američka znanstveno-fantastična akcija iz 2003.

## Radnja
Mutant po imenu Nightcrawler pokušava ubiti predsjednika McKenna, no ubojstvo ipak ne čini, kada, čini se, shvati što zapravo radi. Jean se suočava s Cyclopsom, kojem priznaje kako ima loš osjećaj u vezi budućnosti. Nedugo potom, pojavljuje se i Wolverine, koji nakon što ništa nije pronašao kod jezera Alkali, hitno biva zamoljen da pazi na djecu u školi. Istovremeno, uz neke poteškoće, profesor Xavier uz pomoć Cerebra pronalazi Nightcrawlera, nakon čega šalje Storm i Jean da ga hitno pokupe. Ubrzo, one pronalaze Nightcrawlera koji dobrovoljno odlazi s njima, objašnjavajući im pri tom kako nije imao kontrolu nad svojim postupcima u Bijeloj kući. U međuvremenu, Cyclops i profesor Xavier posjećuju Magneta u njegovom plastičnom zatvoru, kako bi saznali je li na bilo koji način bio umiješan u napad na predsjednika. Čitajući Magnetov um, profesor Xavier otkriva kako je vladin tajni operativac po imenu William Stryker, izvlačio informacije iz Magnetovog uma.
William Stryker i Lady Deathstrike postavljaju zamku, zamku u koju u konačnici bivaju uhvaćeni profesor Xavier i Cyclops. Istovremeno, počinje vojna invazija na školu, koja rezultira time da vojnici uspavljuju svakog mutanta na kojeg naiđu. Ipak, prije početka same invazije na školu, Siryn budi sve s jednim od svojih soničnih vriskova, nakon čega Wolverine i Colossus uspjevaju spasiti određen broj studenata. Nakon što Wolverine ostaje iza grupe studenata, kako bi se sukobio s napadačima, on otkriva kako te iste napadače predvodi William Stryker. Taj isti Stryker, u trenutku suočavanja, nudi Wolverinu istinu o njegovoj prošlosti, no prije nego što Wolverine uspjeva na tu ponudu odgovoriti, Iceman stvara debeli zid leda između njih.
Zauzimajući oblike senatora Roberta Kellya i Yuriko Oyamae, Strykerove pomoćnice, Mystique uspjeva doći do informacija o Magnetovom zatvoru, nakon čega mu i omogućava bjeg iz istog. Istovremeno, Wolverine, zajedno s Pyrom, Icemanom i Rogue, se upućuje do Icemanovog doma u Bostonu. U trenutku kada odlaze iz Icemanovog doma stiže policija, što rezultira time da Pyro počinje koristiti svoje moći kojima napada policajce i uništava njihove automobile. Upravo u trenutku kada stiže X-Jet, Rogue uspjeva zaustaviti Pyroa, nakon čega se na njega ukrcava cijela grupa. Unatoč njihovom uspješnom ukrcavanju, skupina još uvijek nije na sigurnom, jer dva borbena lovca zrakoplovnih snaga SAD-a pokušavaju da ih natjeraju da slete. Nakon što X-Jet odbije slijetanje, piloti nastoje ispaliti rakete na njih u čemu ih Storm nastoji spriječiti, što joj u konačnici skoro i uspjeva, no ipak jedan pilot uspjeva ispaliti rakete.
Jean uspjeva uništiti jednu od raketa, no druga ipak uspjeva detonirati direktno iza letjelice. Potom, letjelicu koja se nalazi na direktnom sudaru s tlom, u posljednjem trenutku zaustavlja Magneto, koja se nalazi na tlu. Magneto je saznao kako se Stryker skriva iz napada na predsjednika, te kako također i ekperimentira na mutantima. Jean Grey čita Nightcrawlerov um, pri čemu otkriva da se Strykerova baza nalazi u blizini jezera Alkali, točnije unutar brane. Stryker je koristio drogu, koja se ubrizga direktno u vrat, za kontroliranje mutanata. Također, Stryker je pokrao dovoljno opreme iz Xavierovog originalnog Cerebra za pravljenje svog novog Cerebra kojeg u kombinaciji s profesorom Xavierom želi iskoristiti za pokolj svih mutanata na svijetu. U međuvremenu Magneto i X-meni odlučuju udružiti snage ne bi li tako zaustavili Strykera. Na putu prema jezeru Alkali, Pyro razgovara s Magnetom o tome kako ih svijet doživljava.

## Glavne uloge
- Patrick Stewart kao profesor Charles Xavier
- Hugh Jackman kao Logan/Wolverine
- Ian McKellen kao Eric Lensherr/Magneto
- Halle Berry kao Storm/Ororo Munroe
- Famke Janssen kao Jean Grey
- James Marsden kao Scott Summers/Cyclops
- Anna Paquin kao Rogue/Marie D'Ancanto
- Rebecca Romijn kao Mistique/Raven Darkholme
- Brian Cox kao William Stryker
- Alan Cumming kao Kurt Wagner/Nightcrawler
- Bruce Davison kao senator Kelly
- Aaron Stanford kao John Allerdyce/Pyro
- Shawn Ashmore kao Bobby Drake/Iceman
- Kelly Hu kao Yuriko Oyama/Deathstrike
- Katie Stuart kao Kitty Pryde

## Nagrade i nominacije
Film je ostvario 36 nominacije od kojih su 4 rezultirale nagradama.
- nagrada Saturn (2004): najbolji znanstveno-fantastični film - (nominacija i nagrada)
- nagrada Saturn (2004): najbolji kostimi - Louise Mingenbach (nominacija)
- nagrada Saturn (2004): najbolja DVD kolekcija(zajedno sa X-Men-om 2000), za X-Men kolekciju - (nominacija)
- nagrada Saturn (2004): najbolji režiser - Bryan Singer (nominacija)
- nagrada Saturn (2004): najbolja šminka - Gordon J. Smith (nominacija)
- nagrada Saturn (2004): najbolja glazba - John Otmann (nominacija)
- nagrada Saturn (2004): najbolji specijalni efekti - Michael L. Fink, Richard E. Hollander, Stephen Rosenbaum, Mike Vézina (nominacija)
- nagrada Saturn (2004): najbolji scenarij - Dan Harris, Michael Dougherty (nominacija)
- Cinescape Genre Face of the Future Award (2003): muškarac(u dodjeli za lice budućnosti dotičnog žanra) - Shawn Ashmore (nominacija)
- BMI Film Music Award (2004): John Ottman (nominacija i nagrada)
- CNOMA Award (2004): najbolji frizer igranog filma - Jennifer Bower O'Halloran (nominacija i nagrada)
- DVDX Award (2003): sveukupno najbolji DVD, novi film(uključujući i sve dodatne sadržaje medija) - Robert Meyer Burnett (nominacija)
- Empire Award (2004): najbolji glumac - Hugh Jackman (nominacija)
- Empire Award (2004): najbolji film - (nominacija)
- Golden Trailer (2004): najbolja akcija - (nominacija)
- Hollywood Makeup Artist and Hair Stylist Guild Award (2004): najbolji specijalni efekti šminke - Gordon J. Smith, Evan Penny, Jay McClennen (nominacija)
- Hugo (2004): najbolja dramska prezentacija-u dugom obliku (nominacija)
- Blimp Award (2004): omiljena filmska glumica - Halle Berry (nominacija)
- MTV Movie Award (2004): najbolja muška debitantska izvedba - Shawn Ashmore (nominacija)
- MTV Movie Award (2004): najbolja tuča - Hugh Jackman, Kelly Hu  (nominacija)
- MTV Movie Award (2004): najbolji poljubac - Shawn Ashmore, Anna Paquin (nominacija)
- MTV Movie Award (2004): najbolji film - (nominacija)
- MTV Movie Award (2004): naj-seksi ženski zli lik - Rebecca Romijn (nominacija)
- Golden Reel Award (2004): za najbolju glazbenu montažu s domaćim karakteristikama dijaloga - John A. Larsen, Craig Berkey, Donald Sylvester, Susan Dawes, Jim Brookshire, Laura Graham (nominacija)
- OFCS Award (2004): najbolji vizualni efekti - (nominacija)
- PFS Award (2004): u kategoriji: ljudska prava (nominacija)
- PFS Award (2004): u kategoriji: mir (nominacija)
- Teen Choice Award (2003): Choice-ov film u kategoriji drama/akcijska pustolovina - (nominacija)
- Teen Choice Award (2003): Choice-ov glumac u kategoriji drama/akcijska pustolovina - Hugh Jackman (nominacija)
- Teen Choice Award (2003): Choice-ova glumica u kategoriji drama/akcijska pustolovina - Rebecca Romijn (nominacija)
- Teen Choice Award (2003): Choice-ova glumica u kategoriji drama/akcijska pustolovina - Halle Berry (nominacija)
- Teen Choice Award (2003): Choice-ova filmska kemija - Anna Paquin, Shawn Ashmore  (nominacija)
- Teen Choice Award (2003): Choice-ova filmska tuča/akcijska scena - (nominacija)
- Teen Choice Award (2003): Choice-ova filmska lažljivica- Rebecca Romijn (nominacija i nagrada)
- Teen Choice Award (2003): Choice-ov filmski zlikovac - Ian McKellen (nominacija)
- Teen Choice Award (2003): Choice-ov filmski zlikovac - Brian Cox (nominacija)

## Reakcija
Kao što je to bio slučaj i s originalnim filmom (X-Men), X-Men 2 je također pokupio riječi hvale od kritičara, te je pridobio veliku većinu zajednice obožavatelja tih strip junaka. Također, film je na kino blagajnama zaradio više od svog prethodnika, što je na kraju u Sjevernoj Americi došlo do znamenke od 214.9 milijuna američkih dolara, dok je za ostatak svijeta taj znamenka bila dosta veća i iznosila je 407.5 milijuna dolara. Časopis Wizard koji se bavi stripovima je 2003. film nazvao najboljim strip ostvarenjem na filmskom platnu svih vremena. Časopis Empire je film također nazvao najboljim strip ostvarenjem na filmskom platnu, no taj epitet mu je dodijelio u 2006.

## Produkcija
Prije nego što je film X-Men bio pušten u javnost, redatelj Bryan Singer je već bio potvrdio svoj interes za režiranjem nastavka u kojem bi ljudi bili negativci a u kojem bi se također pojavio i novi lik po imenu Nightcrawler. Singer je želio proučiti, "ljudsku perspektivu, onaj slijepi bijes koji dovodi do huškanja na rat i terorizma." 20th Century Fox je angažirao Davida Haytera i Zaka Penna za pisanje dva različita scenarija za film, a sve u svrhu toga da bi se film mogao pustiti u javnost već u prosincu 2002. 
U veljači, 2002. godine, Michael Dougherty i Dan Harris su bili angažirani da preprave scenarij. Tijekom rada na scenariju napravili su 26 konceptualnih izmjena, te još 150 izmjena na samom setu snimanja. Produkcija je počela 17. lipnja 2002. u Vancouveru i bila je završena do mjeseca studenog, iste godine.Cinesite (studio za specijalne efekte) je stvorio 300 scena s vizualnim efektima, tijekom kojih se fokusirao na animaciju likova. Rhythm i Hues (studio za specijalne efekte) je stvorio preko 100 scena s vizulanim efektima.

## Glazba iz filma
1. Suite from X2
2. Storm's Perfect Storm
3. Finding Faith
4. Sneaky Mystique
5. Cerebro
6. Mansion Attack 	7
7. Rogue Earns Her Wings
8. It's Time
9. Magneto's Old Tricks
10. I'm In
11. If You Really Knew
12. Playing with Fire
13. Death Strikes Deathstryke
14. Getting Out Alive
15. Goodbye
16. We're Here To Stay

## Vanjske poveznice
- Službena stranica  Arhivirana inačica izvorne stranice od 22. listopada 2009. (Wayback Machine)
- X-Men 2 u internetskoj bazi filmova IMDb-a
- Informacije o filmu
- X-Men igračke
- X-Meni na Marvel.com
- XVerse.com  Arhivirana inačica izvorne stranice od 6. veljače 2006. (Wayback Machine)
- X-Meni na SuperHeroHypeu!  Arhivirana inačica izvorne stranice od 5. veljače 2006. (Wayback Machine)
- X2 na RottenTomatoes
- X2  Arhivirana inačica izvorne stranice od 29. rujna 2007. (Wayback Machine) na Metacriticu
- X2 scenarij